# Monts Sarawat
Les monts Sarawat, Al-Sarawat ou encore Sarat constituent une chaîne de montagnes parallèle à la mer Rouge et représentent une des plus importantes caractéristiques géographiques de la péninsule arabique.

## Géographie

### Topographie

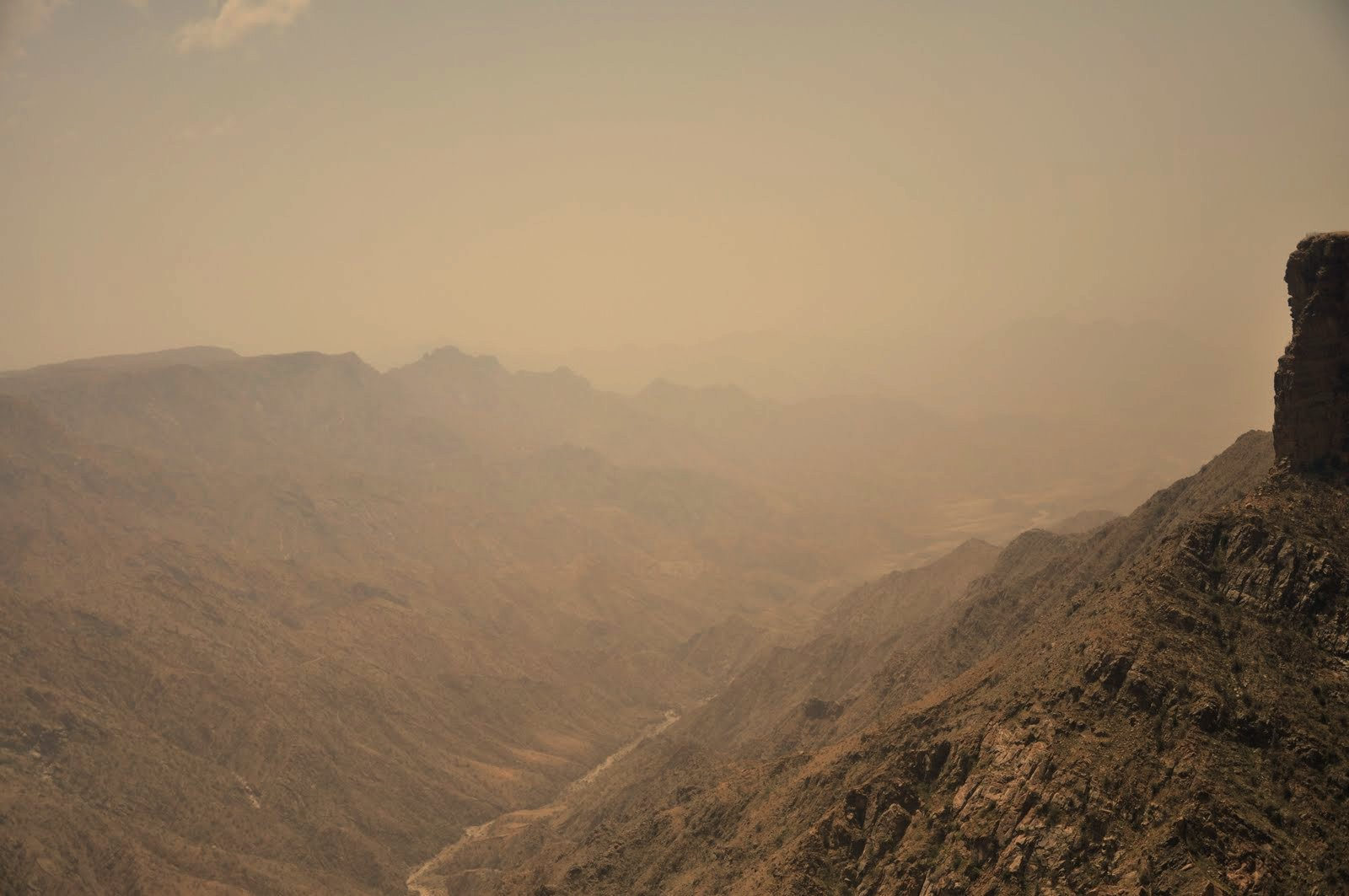
Vue des monts Sarawat depuis la vallée de Habala.

La chaîne s'amorce au nord à la frontière jordanienne et se poursuit au sud jusqu'au golfe d'Aden. La moitié nord de la chaîne, connue sous le nom de Sarat al-Hejaz, s'élève rarement au-dessus de 2 100 mètres, tandis que les sections centrales et méridionales (Sarat 'Asir et Sarat al-Yemen) peuvent dépasser 3 000 mètres d'altitude, comme au Yémen les Jabal an Nabi Shu'ayb et Jabal al Qullah.
Le versant occidental se traduit par des pentes très abruptes près de la mer Rouge tandis que la face orientale de la chaîne présente des pentes plus douces coupées de cours d'eau (oueds) et propices à l'agriculture, plus particulièrement dans les extrémités méridionales des monts Sarawat, plus exposées aux moussons de l'océan Indien.
Cette chaîne est la plus vaste de la péninsule d'Arabie, avec son point culminant situé au Yémen, le Jabal an Nabi Shu'ayb, à 3 666 mètres d'altitude. Ces montagnes sont principalement rocheuses et peuvent abriter quelquefois des zones à couverture végétale.

### Géologie
Géologiquement les monts Sarawat font partie du plateau arabique et sont surtout recouverts de roches volcaniques. La manifestation géologique de ces roches volcaniques est marquée par la présence de grands champs de lave, nommés harrat (parmi eux le Harrat Khaybar, près de Médine, ou le Harra es Sawad, au Yémen, dans le gouvernorat d'Abyan). Certains sommets sont de formation assez récente et d'aspect découpé, mais d'autres ont été usés par l'érosion.

### Villes
Parmi les villes situées dans les monts Sarawat figurent La Mecque, ville sainte édifiée dans une vallée qui se situe approximativement au milieu de la chaîne de montagnes Sarawat, la ville de Taïf à une soixantaine de kilomètres à l'est-sud-est de La Mecque et Khamis Mushait, au centre de l'Asir ; au Yémen, Sanaa, la capitale du pays, est placée dans le voisinage des plus hauts sommets.